# Jan Karol Wolff
Jan Karol Wolff herbu własnego (zm. przed 16 lutego 1685 roku) – starosta bydgoski w latach 1680–1684, starosta piaseczyński, oberszter lejtnant Jego Królewskiej Mości w 1674 roku.
W 1674 roku był elektorem Jana III Sobieskiego i posłem na sejm elekcyjny z województwa pomorskiego. 
Poseł powiatu tczewskiego na sejm koronacyjny 1676 roku, poseł sejmiku mirachowskiego na sejm 1678/1679 roku, poseł sejmiku stargardzkiego na sejm 1683 roku.